# Массовое убийство в Ставрополе (2011)
Массовое убийство в Ставрополе — убийство восьми человек, совершённое, по предварительным данным, в результате нападения группы лиц. Инцидент произошёл в Ставрополе 21 января 2011 года.

## Убийство
Первоначально сообщалось, что было убито 7 человек, среди них: 60-летний ранее судимый бизнесмен и криминальный авторитет Владимир Слизаев, известный под кличкой «Хан», его жена, сын, дочь и зять. Выжить удалось двум детям — восьмилетнему мальчику, который во время убийства находился на втором этаже дома, и месячному младенцу.
Стало также известно о пропаже из дома Слизаева материальных ценностей.
Убитые
Среди убитых в гараже собственного дома оказались
- Владимир Слизаев,
- его гражданская жена,
- приёмный сын,
- дочь,
- зять и
- трое человек прислуги (водитель, няня и собаковод).

## Расследование
22 января на место совершения преступления в Ставрополь вылетел глава Следственного комитета Российской Федерации Александр Бастрыкин. Представители Следственного комитета заявили, что убитый «Хан» занимался незаконным оборотом наркотиков. Были составлены фотороботы предполагаемых преступников.

### Версии преступления
23 января основной версией совершения преступления был назван разбой. 25 января в отношении выживших детей приняты меры государственной защиты.
По одной из версий, причиной убийств Слизаева и находившихся в его доме людей стал дефицит преступного «общака», который возник из-за массового убийства в станице Кущёвской в ноябре 2010 года. В то же время основной версией убийства считается разбой.

### Подозреваемые
22 января в качестве подозреваемых были задержаны 6 человек, однако позднее все они были отпущены на свободу ввиду установленной непричастности к совершению преступления
Согласно заявлению Следственного комитета от 31 января, в убийстве подозреваются двое человек, в том числе бывший водитель Слизаева Роман Губарев. Имя второго подозреваемого не называется в интересах следствия.

## Суд
26 апреля 2012 года в Ставрополе оглашен приговор в отношении обвиняемого в убийстве восьми человек Романа Губарева. Он приговорен судом к пожизненному заключению.
Сам Губарев своей вины не признал.